# Thanh Hóastadion
Het Thanh Hóastadion (Vietnamees: Sân vận động Thanh Hóa) is een multifunctioneel stadion in Thanh Hóa, een stad in Vietnam. 
Het stadion wordt vooral gebruikt voor voetbalwedstrijden, de voetbalclub Thanh Hoa FC maakt gebruik van dit stadion. In het stadion is plaats voor 14.000 toeschouwers. 